# Haplochorema latilabrum
Haplochorema latilabrum är en enhjärtbladig växtart som först beskrevs av Theodoric Valeton, och fick sitt nu gällande namn av S.Sakai och Hidetoshi Nagamasu. Haplochorema latilabrum ingår i släktet Haplochorema och familjen Zingiberaceae. Inga underarter finns listade i Catalogue of Life.